# La vista concessa
La vista concessa è il terzo album di inediti del cantautore Roberto Angelini uscito nel 2009 per la Carosello, ed anticipato dal singolo Vulcano per cui è stato girato anche un videoclip diretto dalla sua allora compagna Claudia Pandolfi.

## Descrizione
L'album arriva a quasi sei anni di distanza dal precedente Angelini, e a quattro dall'album tributo al cantautore Nick Drake. Il disco è composto da sedici brani (di cui due sono dei brevi strumentali).
Il singolo Dicembre uscì nel 2006. Sono inoltre stati realizzati dei videoclip d'animazione per i brani F.F.F. e Fiorirari. A realizzarli sono stati i ragazzi dell'Associazione B5 di Roma, che già in precedenza si erano occupati dei video di Day is done e Dicembre.

## Tracce
Testi e musiche di Roberto Angelini.
1. Vulcano
2. Tramonto
3. Fino a qui tutto bene
4. Dove sorge il suono
5. Dicembre
6. F.F.F.
7. Quando crollano le stelle
8. Fiorirari
9. Beato chi non sa
10. Sulla sponda del fiume
11. Venere
12. Benicio del Toro
13. Quando crollano le stelle (reprise)
14. Ora
15. Fish in the sunset
16. La vista concessa

## Formazione
- Roberto Angelini - voce, pianoforte, chitarra elettrica, chitarra acustica
- Gabriele Lazzarotti - basso
- Mr Koffee - pianoforte, tastiera
- Fabio Rondanini - batteria
- Massimo Giangrande - chitarra elettrica
- Andrea Pesce - pianoforte, tastiera
- Rodrigo D'Erasmo - violino
- Claudia Pandolfi - cori
- Alfred K Parolino - cori